# F. W. & A. A. Chase
F. W. & A. A. Chase war ein britischer Hersteller von Motorrädern und Automobilen.

## Unternehmensgeschichte
Das Unternehmen der Brüder Chase aus London begann 1902 mit der Produktion von Motorrädern. Zwischen 1904 und 1905 entstanden auch Automobile. Der Markenname lautete Chase. 1906 endete die Produktion.

## Automobile
Das einzige Modell war das Four Wheel Tandem Car. Es glich einem vierrädrigen Motorrad. Zwei Personen fanden hintereinander Platz. Ein Zweizylindermotor mit 7 PS Leistung war in Fahrzeugmitte montiert.